# ソーフス・ブッゲ
ソーフス・ブッゲ（Elseus Sophus Bugge, 1833年1月5日-1907年7月8日）は、ノルウェーの文献学者。ルーン文字や『古エッダ』『スノッリのエッダ』に関する業績で知られる。
1880年代の著作『Studier over de nordiske Gude- og Heltesagns Oprindelse（北欧神話と英雄伝説起源研究）』では、古ノルド語文献にみられる神話のほとんどすべてが、キリスト教や後期古典古代の概念に由来したものであるとする理論を提唱している。彼の理論は大きな反響を呼び、激しい拒否反応も見られたが、後世の理論にいくつかの影響も与えている。

## 経歴
ブッゲは1833年1月5日にノルウェーのラルヴィクで生まれた。彼はクリスチャニア（現・オスロ）、コペンハーゲン、ベルリンで教育を受け、1866年には現在のオスロ大学で比較文献学および古ノルド語の教授に就任した。ノルウェーの民謡や伝承、ルーン碑文の収集に加え、ケルト語、ロマンス諸語、オスク語、ウンブリア語、エトルリア語の研究に大きな貢献を果たした。
ブッゲは文献学や民俗学に関して数多くの著作を残している。最大の業績は、1867年にクリスチャニアで出版した『古エッダ』の校訂版（『Norrœn Fornkvæði』）である。彼は、キリスト教やラテン語圏の伝承がイングランドを経由してスカンディナヴィア文学の中に入り込んでおり、『エッダ』の詩や初期のサガは広くそれらの上に成立していると主張した。
他の著作としては、古ノルド語の民謡を収集した『Gamle Norske Folkeviser』（1858年）や、『Bidrag til den aeldste skaldedigtnings historie』（1894年、クリスチャニア）、『Helge-digtene i den Aeldre Edda』（1896年、クリスチャニア）、『Norsk Sagafortaelling op Sagaskrivning i Island』（1901年、クリスチャニア）などがあり、さらにルーン碑文に関する多くの著作がある。
1907年7月8日没。